# Peperomia ainana
Peperomia ainana är en pepparväxtart som beskrevs av William Trelease. Peperomia ainana ingår i släktet peperomior, och familjen pepparväxter. Inga underarter finns listade i Catalogue of Life.